# Памятник Каразину (Харьков)
Памятник В. Н. Каразину в Харькове — памятник основателю Харьковского Императорского университета, учёному, просветителю, инженеру и общественному деятелю Василию Каразину. Сооружен летом 1904 года в честь 100-летия Университета. Трижды перемещался. Сейчас располагается перед входом в главный корпус Харьковского национального университета им. В. Н. Каразина по адресу: пл. Свободы, 4.

## История сооружения
Памятник был спроектирован санкт-петербургским скульптором И. И. Андреолетти и построен на народные средства, которые собирались всем городом в течение почти двадцати лет. Как отметил историк Сергей Посохов: «если вы посмотрите Харьковские губернские ведомости [того периода], вы заметите: постоянно публиковались сведения о сборе пожертвований, даже если десять копеек человек сдал, то указывалась фамилия, писалось „десять копеек“ и указывалась общая сумма». 
Фигура Каразина была отлита из бронзы летом 1904 года и водружена на базальтовый постамент, созданный академиком архитектуры А. Н. Бекетовым, в 1905 году в середине улицы Сумской на выходе из Университетского сада. 
Ввиду революционных событий 1905—1907 гг. открытие памятника затянулось. Историками отмечается, что больше года установленный памятник был закрыт досками, из-под которых торчала только бронзовая рука Каразина. Это стало поводом для множества карикатур. Местные власти опасались открывать памятник, чтобы не спровоцировать студенческие волнения и деревянный футляр с памятника сняли только в июне 1907 года.

## История перемещения

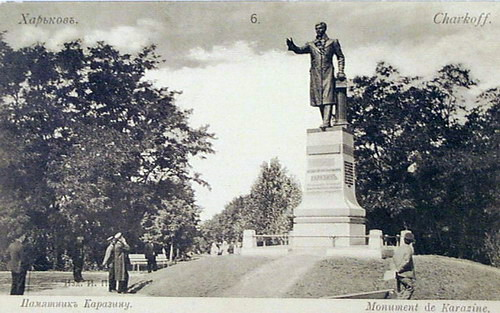
Памятник Каразину в начале XX в. располагался в Университетском саду на месте нынешнего памятника Т. Г. Шевченко

Памятник основателю университета Василию Каразину перемещался трижды. 
Первый раз он был перемещён в феврале 1934 года. В связи со строительством на том же месте памятника Шевченко, его перенесли на Университетскую улицу, и установили напротив тогдашнего здания Харьковского университета (перед входом в бывшую Университетскую церковь, впоследствии кинотеатр "Пионер").  
В 1958 году  памятник  снова был установлен в саду Шевченко (второе перемещение), но теперь в его глубине, слева от бывшего здания Дома проектов, куда в эти же годы переехал Университет. 
В первой половине 2000-х годов градостроительный комитет Харькова, посчитав расположение памятника Каразина не особо удачным, принял решение о его последнем, третьем перемещении, которое было осуществлено в годовщину 200-летия Харьковского университета. 6 августа 2004 года памятник Каразину был установлен на площадке перед главным корпусом Университета, где он и стоит по сей день. По замыслу, Каразин протянутой вперед правой рукой дружелюбным жестом приглашает студентов заходить в Университет, основателем которого он является.

## Надписи на памятнике

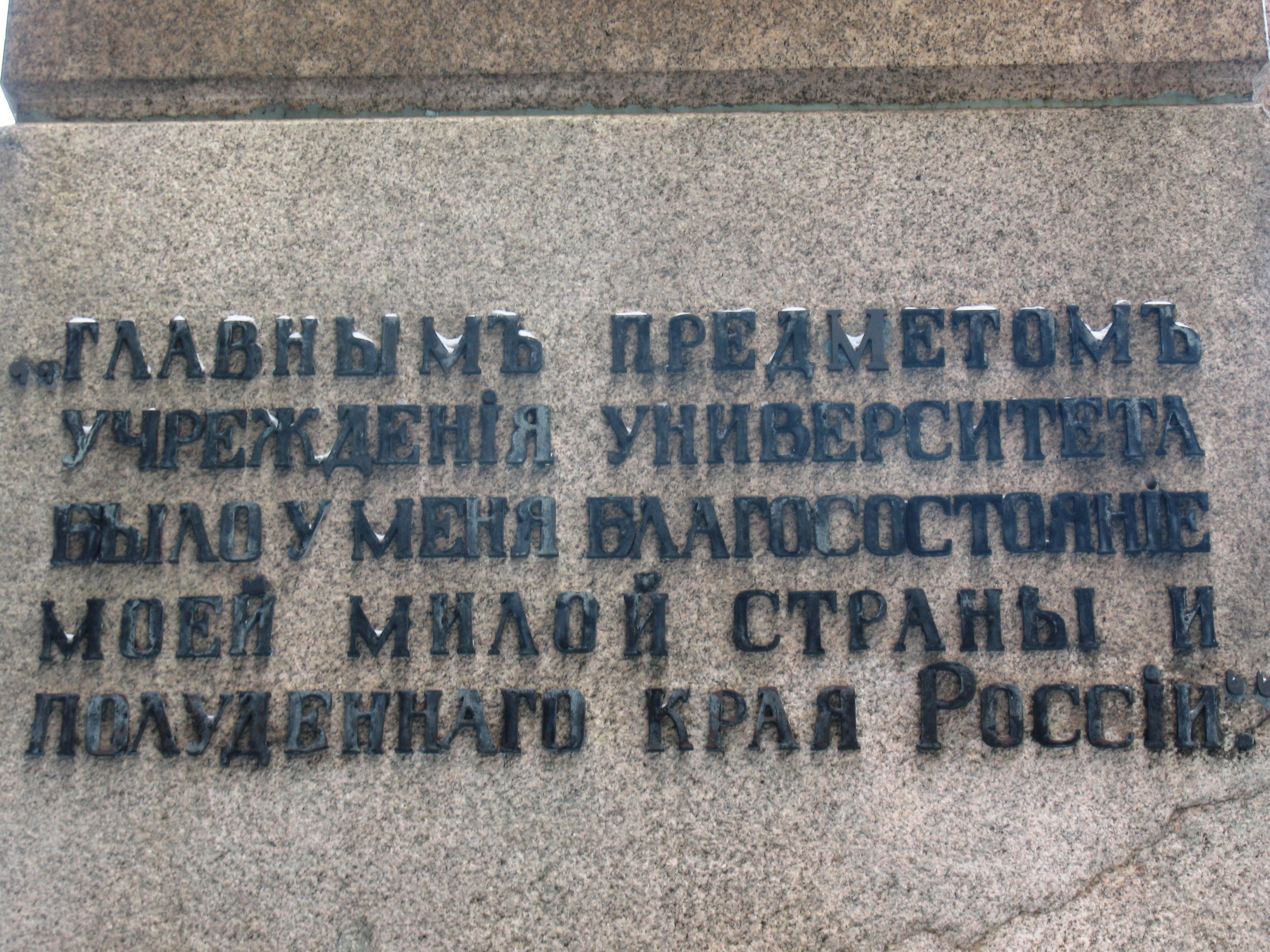
Одна из трёх надписей на постаменте: «Главным предметом учреждения университета было у меня благосостояние моей милой страны и полуденнаго края России»

- На фасадной стороне памятника Каразину из литых медных букв имеется надпись в дореформенной орфографии: «1805—1905. Василий Назарович Каразин, положивший основание Императорского Харьковского университета».
- С правой стороны памятника помещена цитата Каразина, также выполненная медными буквами: «Блажен уже стократно, ежели случай поставил меня в возможность сделать малейшее добро любезной моей Украине, которой пользы столь тесно сопряжены с пользами исполинской России».
- С левой стороны памятника - цитата Каразина; «Главным предметом учреждения университета было у меня благосостояние моей милой страны и полуденнаго края России».

## Отзывы о памятнике
Виль Бакиров, ректор ХНУ им. Каразина (о вопросе предстоящего переноса памятника в 2004 году):

Это самый крупный герой харьковской истории, больше нет ни одного человека. … Если мы его сейчас не перенесём, к двухсотлетию, мы его никогда не перенесём.
Сейчас Каразин стоит плохо, с этим сегодня согласились практически все члены градостроительного совета. О новом месте для памятника архитекторы только сегодня спорили около часа. По мнению одних, лучше всего Каразину жилось в тридцатые годы на Университетской горке, другие идеальным пейзажем для фигуры знаменитого харьковчанина по прежнему считают сад Шевченко.

Сергей Чечельницкий, председатель Харьковского отделения Союза архитекторов Украины:

Единственный памятник, который за сто лет переезжает, уже в третий раз, это в среднем раз в 25 лет памятник куда-то переезжает.

Вадим Васильев, преподаватель ХИСИ:

Это удивительный памятник, которому осталось приделать колёса и возить его по городу Харькову, так, чтобы было очень сподручно.

## Интересные факты
- В советское время в 1920-х годах от надписи на памятнике было отбито слово «Императорскому». В 2004 году при реконструкции данное слово было восстановлено.